# دوروغ
دوروغينو (Дорогино) هي بلدة صغيرة في مقاطعة كوماروم-إستركوم في المجر.
يبلغ عدد سكانها حوالي 12,262 نسمة.

## أعلام
- إستفان إلكو
- جيولا غروسيكس
- يوزيف سابو